# عبد الحميد الزيداني
عبد الحميد الزيداني  لاعب كرة قدم ليبي يلعب في مركز مهاجم من مواليد 1982 لعب لعدة فرق محلية ليبية و عربية و لكن برز اسمه موسم 2007\2008 مع نادي الأخضر حين حطم الرقم القياسي لعدد الأهداف المسجلة في موسم واحد في الدوري الليبي و نال لقب هداف الدوري الليبي برصيد 21 هدف.

## مسيرته الرياضية
بدأ مسيرته الرياضية من نادي الشرارة بمدينة سبها لينطلق بعدها في عالم كرة القدم الليبية و العربية بلعبه لعدة فرق كالتالي :
- نادي الشرارة - مدينة سبها
- نادي السويحلي - مدينة مصراتة
- نادي الأخضر - مدينة البيضاء
- نادي حرس الحدود - جمهورية مصر العربية
- نادي وفاق إجدابيا - مدينة إجدابيا

## إنجازاته الشخصية
- هداف الدوري الليبي موسم 2007\2008 .

## وصلات خارجية
- عبد الحميد الزيدانى - Abdulhamaid Alzedane - موقع كووورة
- عبد الحميد الزيداني - موقع عريق

1. ↑  الزيداني, عبد الحميد. "جميع أخبار عبد الحميد الزيداني - مصر". من الأشهر اليوم؟ | Who is popular today? (بar-eg). Archived from the original on 2021-10-08. Retrieved 2021-10-07.{{استشهاد ويب}}:  صيانة الاستشهاد: لغة غير مدعومة (link)